# سیلی‌لی (قبله)
سیلی‌لی (به لاتین: Siləyli) یک منطقه مسکونی در جمهوری آذربایجان است که در شهرستان قبله واقع شده است. سیلی‌لی ۲۵۶ نفر جمعیت دارد.